# Жадько Вікторія Анатоліївна
Вікторія Анатоліївна Жадько (нар. 23 серпня 1967, Київ) — українська диригентка, гітаристка, педагог. Заслужена артистка України (1994). Лауреатка Міжнародного конкурсу ім. С. Прокоф'єва (1993, С.-Петербург, 1-а премія), V Міжнародного конкурсу диригентів ім. А. Тосканіні у Пармі (Італія, 1993), І Національного конкурсу диригентів ім. С. Турчака (1994, Київ, 1-а премія), III Міжнародного конкурсу диригентів ім. К. Кондрашина в Амстердамі (Нідерланди, 1994). XI та XII міжнародних конкурсів диригентів ім. М. Малька в Копенгагені (Данія, 1995, 1999), V Міжн. конкурсу диригентів ім. Ґ. Фітельберґа в Катовицях (Польща, 1995, 1-а премія).

## Життєпис
Закінчила Ворошиловградське (тепер Луганське) музичне училище (1986, кл. М. А. Півника), Київську консерваторію (1991, кл. гітари М. А. Давидова, 1993, кл. симф. диригування А. Власенка). 1997—2000 — головна диригентка симфонічного оркестру Харківської філармонії.
Здійснила постановки 2-х балетів на сцені Харківського театру опери та балету — «Євпраксія» О. Канерштейна й «Лускунчик» П. Чайковського з колективом дитячого балетного театру-студії Харкова.
Від 1996 — доцент, з 1997 — професор клас гітари й симфонічного диригування Київського інституту культури. Засновниця там само 1-ї в Україні кафедри старовинної й камерної музики.
Співпрацювала з провідними симфонічними колективами України — Національним симфонічним оркестром, оркестром Національної опери України, симфонічними оркестрами Одеси, Луганська, Львова та ін.
Як гітаристка й диригентка гастролювала в Росії, Польщі, Нідерландах, Бельгії, Німеччині, Франції, Фінляндії, Угорщині, Великої Британії, Данії. Від 1989 здійснила численні фондові записи на УТ і Українському радіо, з 1993 як диригентка — з Симфонічним оркестром Національної радіокомпанії України. 1-а виконавиця низки творів сучасних українських і зарубіжних авторів.
Автор програми для вищих навчальних закладів із спеціальності «Класична гітара». Організатор майстер-класів і курсів підвищення кваліфікації для викладачів гітари у початкових і середніх навчальних закладах України. Поміж учнів — лауреати численних регіональних і міжнародних конкурсів та фестивалів.

## Літературні твори
- Вікторія Жадько: Моя мета — стати не зіркою, а професіоналом //Україна. —1994. — № 4.

## Джерело
- В. Рожок. Жадько Вікторія Анатоліївна // Українська музична енциклопедія, Т.2 — Ін-т мистецтвознавства, фольклористики та етнології ім. М. Т. Рильського НАН України. 2008 — C.  72